# I gemelli del Texas
I gemelli del Texas è un film del 1964 diretto da Steno.

## Trama
Dopo una rapina a una diligenza due coppie di gemelli vengono scambiate, con le prevedibili conseguenze quando i bimbi saranno cresciuti e si troveranno nei guai.